# Drożdżyce
Drożdżyce (prononciation : [drɔʐˈd͡ʐɨt͡sɛ]) est un village polonais de la gmina de Stęszew dans le powiat de Poznań de la voïvodie de Grande-Pologne dans le centre-ouest de la Pologne.
Il se situe à environ 10 kilomètres au sud-ouest de Stęszew (siège de la gmina) et à 31 kilomètres au sud-ouest de Poznań (siège du powiat et capitale régionale).

## Histoire
De 1975 à 1998, le village faisait partie du territoire de la voïvodie de Poznań.

Depuis 1999, Drożdżyce est situé dans la voïvodie de Grande-Pologne.